# جوزيف ماكورميك (سياسي)
جوزيف ماكورميك (بالإنجليزية: Joseph McCormick)‏ هو محامي وسياسي أمريكي، ولد في 1814 في سينسيناتي في الولايات المتحدة، وتوفي في 1879 في كاليفورنيا في الولايات المتحدة. حزبياً، نشط في الحزب الديمقراطي.